# 趙求含
趙求含（韓語：조구함，1992年7月30日—），韓國柔道運動員，他代表韓國隊參加了日本舉行的2020年夏季奧林匹克運動會，並且在男子100公斤級比賽上獲得銀牌。

## 外部連結
- 趙求含的Instagram帳戶